# Elk River (Idaho)
Elk River is een plaats (city) in de Amerikaanse staat Idaho, en valt bestuurlijk gezien onder Clearwater County.

## Demografie
Bij de volkstelling in 2000 werd het aantal inwoners vastgesteld op 156.
In 2006 is het aantal inwoners door het United States Census Bureau geschat op 140, een daling van 16 (-10,3%).

## Geografie
Volgens het United States Census Bureau beslaat de plaats een oppervlakte van
0,4 km², geheel bestaande uit land. Elk River ligt op ongeveer 870 m boven zeeniveau.

## Plaatsen in de nabije omgeving
De onderstaande figuur toont nabijgelegen plaatsen in een straal van 44 km rond Elk River.